# Safi Airways
Safi Airways (per. خطوط هوایی صافی) – byłe afgańskie linie lotnicze z siedzibą w Kabulu obsługujące loty pasażerskie do Dubaju i Nowego Delhi. Są to pierwsze afgańskie linie lotnicze spełniające normy bezpieczeństwa Organizacji Międzynarodowego Lotnictwa Cywilnego (ICAO). W 2016 r. firma zbankrutowała. 

## Flota
Flota Safi Airways (stan na sierpień 2011):
| Model            | Ilość | Zamówionych | Numery rejestracyjne |
| ---------------- | ----- | ----------- | -------------------- |
| Airbus A320-212  | 1     | 1           | YA-TTC               |
| Airbus A340-311  | 1     | 0           | YA-TTB               |
| Boeing 737-300   | 2     | 0           | YA-SFL, YA-HSB       |
| Boeing 767-200ER | 1     | 0           | YA-AQS               |
| Razem:           | 5     | 1           |                      |

## Porty docelowe
W 2011 roku Safi Airways obsługiwało następujące porty lotnicze:
- Afganistan
  - Kabul – Port lotniczy Kabul (baza)
- Indie
  - Nowe Delhi – Port lotniczy Indira Gandhi
- Zjednoczone Emiraty Arabskie
  - Dubaj – Port lotniczy Dubaj

Wcześniej Safi Airways wykonywały loty do Frankfurtu jednak w wyniku zbanowania przez Unię Europejską afgańskich przewoźników, zostały zawieszone 22 listopada 2010 roku.

## Codeshare
Safi Airways posiadało porozumienia codeshare z następującymi liniami:
- Emirates
- Lufthansa
- Qatar Airways
- United Airlines